# Rio Bazna
O Rio Bazna é um rio da Romênia afluente do Rio Tătârlaua, localizado nos distritos de Sibiu e Alba.